# Hôtel de Poissac
L'hôtel de Poissac est un hôtel particulier du XVIIIe siècle situé à Bordeaux, en France.
Construit entre 1775 et 1778, il est protégé au titre des monuments historiques.

## Histoire

### Un financement issu de l'esclavage colonial
Le commanditaire de l'hôtel est le baron Étienne-François-Charles Jaucen, seigneur de Poissac. Issu d'une famille de marchand de Tulle, il devient conseiller au parlement de Bordeaux en 1760. Sa richesse augmente ensuite considérablement grâce à son mariage, en 1769, avec Marguerite Dupuy. Fille de négociant bordelais enrichi à Saint-Domingue, elle y possède en indivision avec sa sœur, 3 plantations de cafés avec 400 esclaves. L'année suivante, en 1770, Jaucen obtient la création de sa terre de Poissac en baronnie par lettres patentes du roi Louis XV.

### Construction sur d'anciens terrains de l'archevêché
Grâce aux revenus tirés des habitations agricoles coloniales appartenant à son épouse, le baron acquiert, en 1775, un terrain appartenant à l'archevêché de Bordeaux. Cette vente doit permettre de financer la construction, au même moment, d'un nouveau palais épiscopal, le futur Palais Rohan, situé juste en face.
Pour la construction de l'hôtel particulier de Poissac, le baron la confie au maître architecte Nicolas Papon. Les plans ont peut-être été dessinés par François Lhote. Les travaux, commencés en 1775, s'achèvent en 1778, avec la bénédiction de l'hôtel par le curé de Saint-Christoly, en présence de l'abbé de Boissière, dont le baron est le parrain en maçonnerie.

### Bien national à la Révolution
En 1791, alors que Poissac est revenu à Tulle depuis deux ans, il est pris dans des événements liés au capitaine du régiment Royal-Navarre, Massey, qui était logé chez lui. La colère de la population contraint Poissac à quitter Tulle et rejoindre les émigrés à Londres. Tous ses biens sont dès lors confisqués, et l'hôtel de Poissac devient bien national.

### AuXXesiècle, l'hôtel Guestier
Au XXe siècle, l'hôtel a appartenu à Georges Guestier (1860-1936), négociant et collectionneur d'art. Très connaisseur et homme de goût, il constitue une sorte de musée intime dans sa maison devenue l'hôtel Guestier. À sa mort, sa collection de mobilier ancien, meubles de marqueterie, bronzes de Barye, candélabres, pendules, potiches de la Compagnie des Indes et portraits de famille, est entièrement léguée au musée des arts décoratifs de Bordeaux.

### Propriété du Rectorat
L'hôtel appartient désormais à l'université de Bordeaux, qui le met à disposition du Rectorat de Bordeaux pour y installer certains services dont la médecine du travail.

## Architecture

### Extérieur
L'hôtel particulier est construit entre cour et jardin, mais l'habituelle disposition est ici inversée. En effet, le jardin ouvre sur le cours d'Albret, ce qui lui confère à l'hôtel un aspect maison de campagne. Le jardin, recouvert de gravier, est délimitée par une grille. Côté rue se trouvent deux petites maisons de gardiens et un portail monumental. Ce dernier, de style baroque, a été installé là en 1903. Il provient de l'hôtel Pichon, qui se trouve encore cours de l'Intendance.

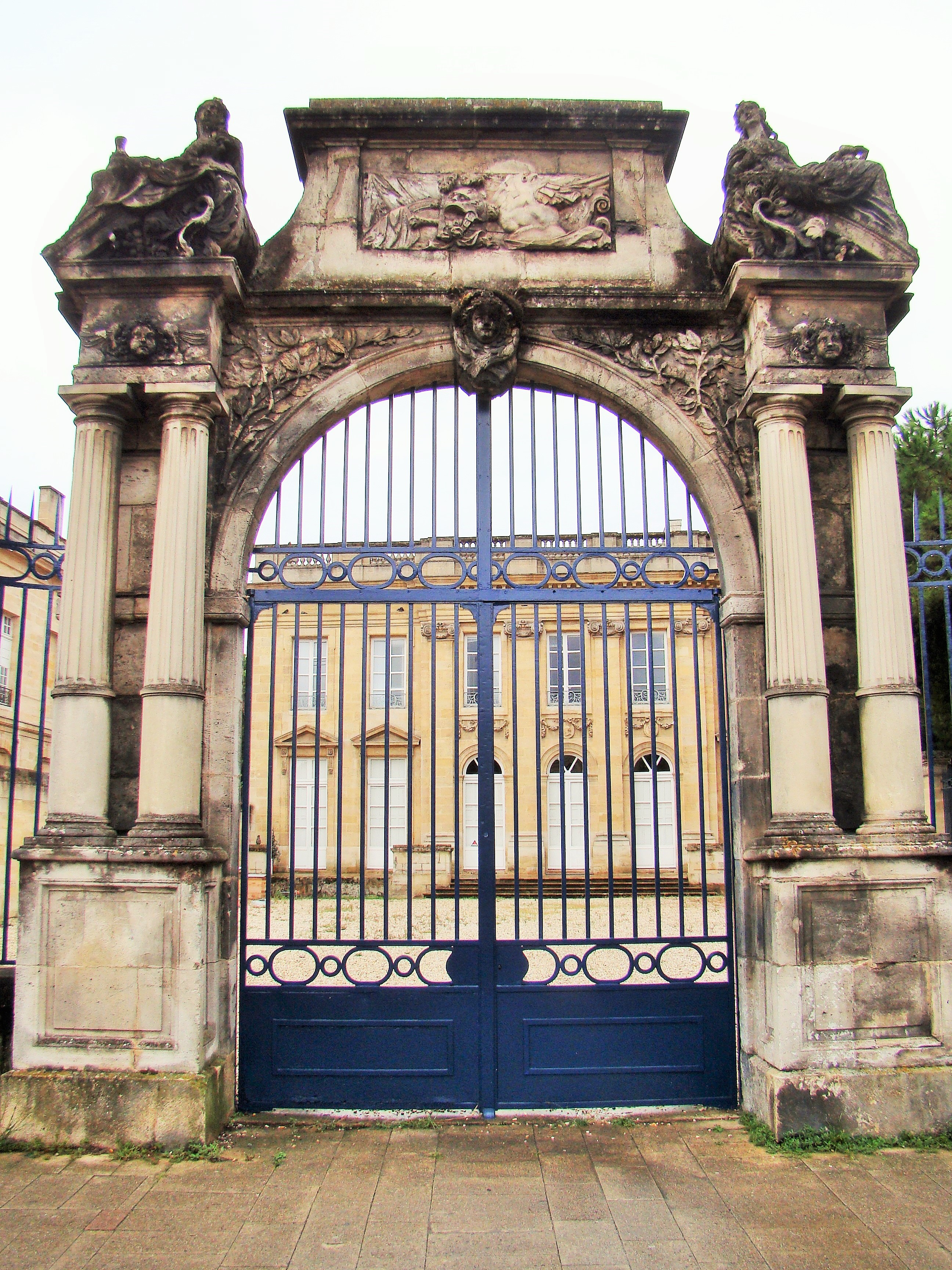
Portail baroque rapporté de l'hôtel Pichon.
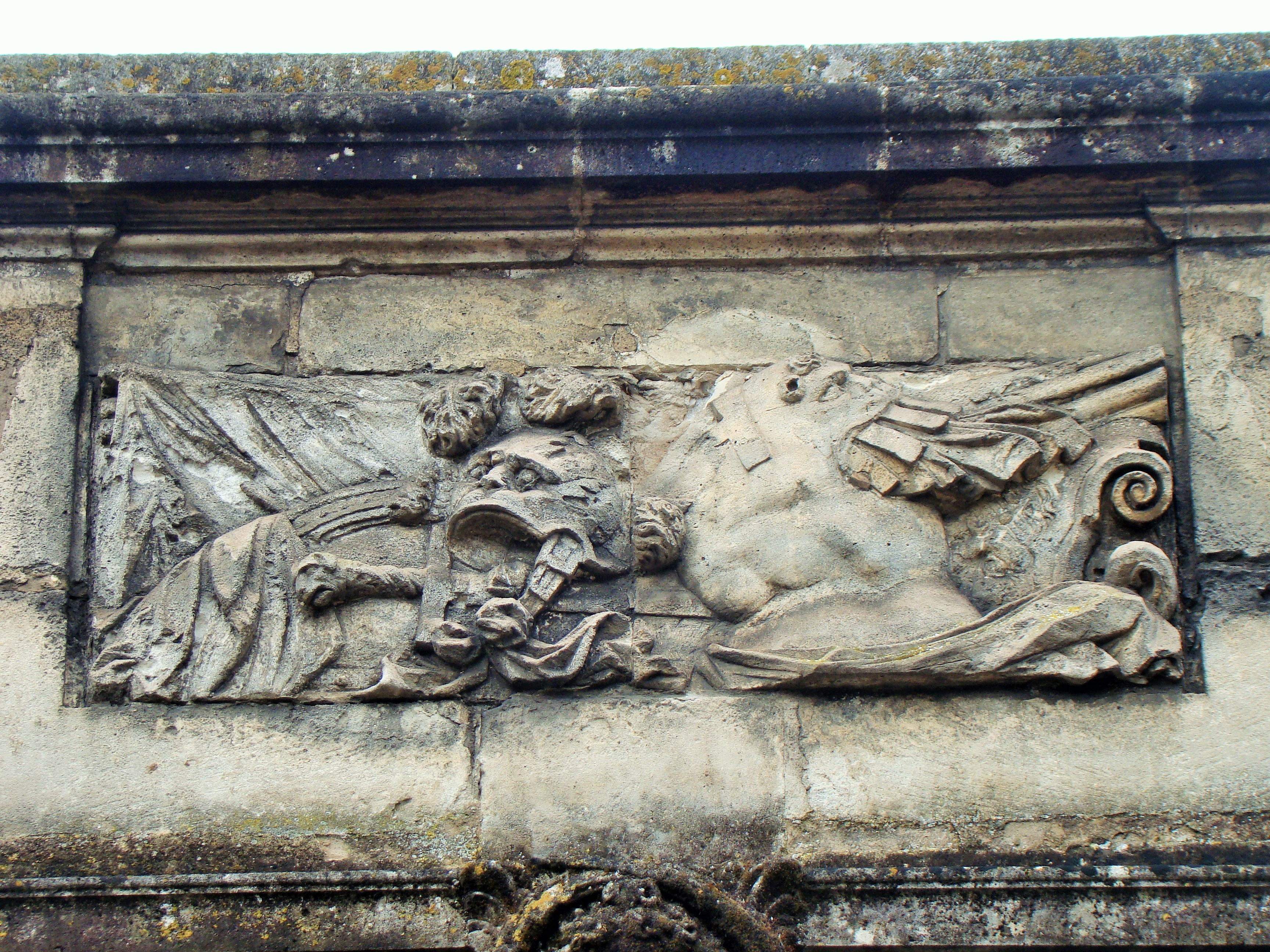
Détail du portail.

La façade principale de l'hôtel, donnant sur le jardin, est de style néo-classique : elle présente une composition symétrique, une balustrade au-dessus de la corniche, et un décor de pilastres ioniques colossaux, guirlandes et frontons.

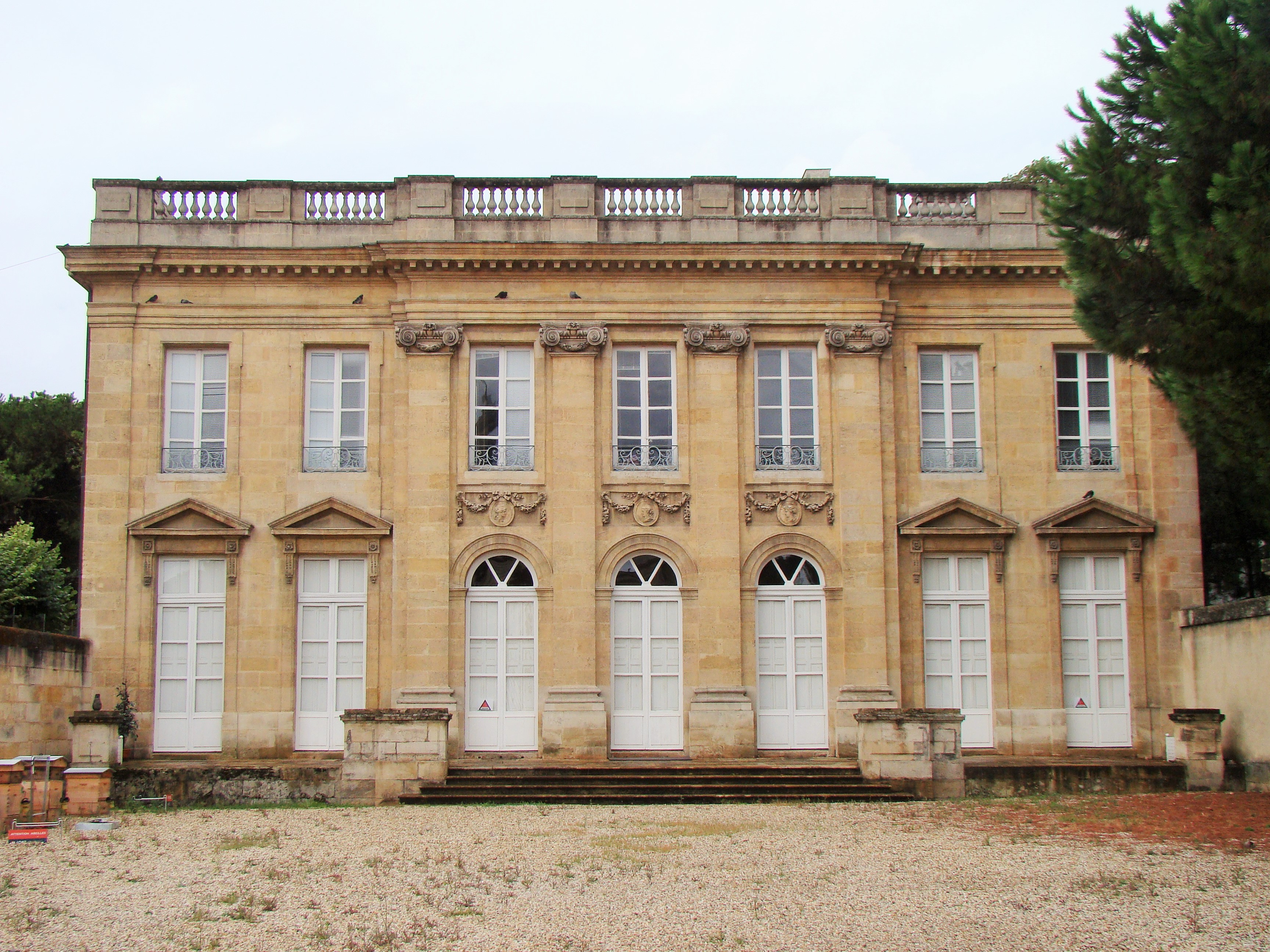
Façade principale côté jardin.

### Intérieur
A l'intérieur, l'escalier a conservé sa rampe en fer forgé et trois salons sont ornés de boiseries.

## Protections
L'hôtel de Poissac bénéficie de multiples protections au titre des monuments historiques : un classement en 1939 pour la façade, un escalier et trois salons ; un classement en 1961 pour le jardin, les pavillons et le portail d'entrée ; et une inscription en 1930 pour toutes les autres parties de l'hôtel non classées.

## Galerie

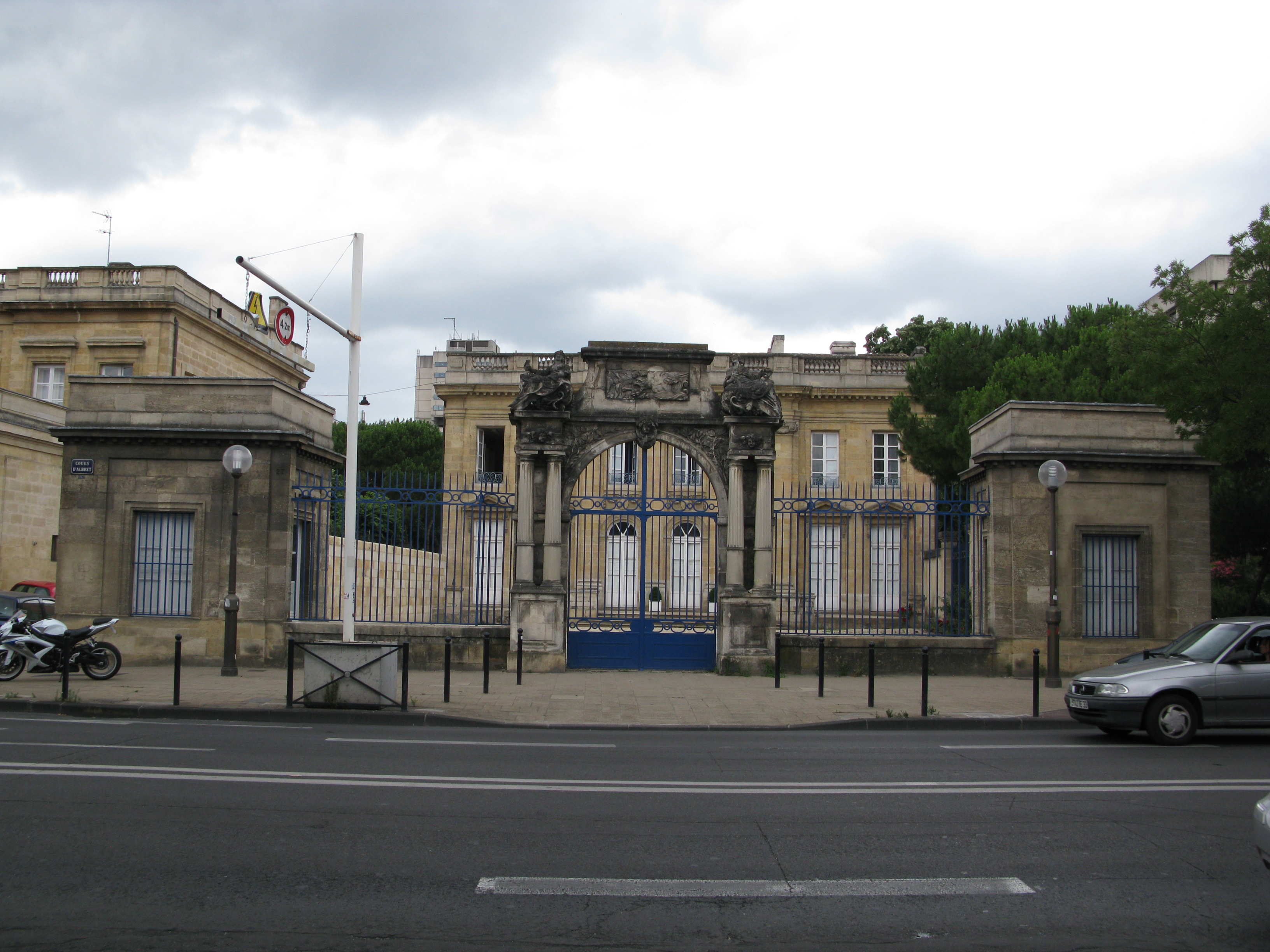
Vue depuis le cours d'Albret.
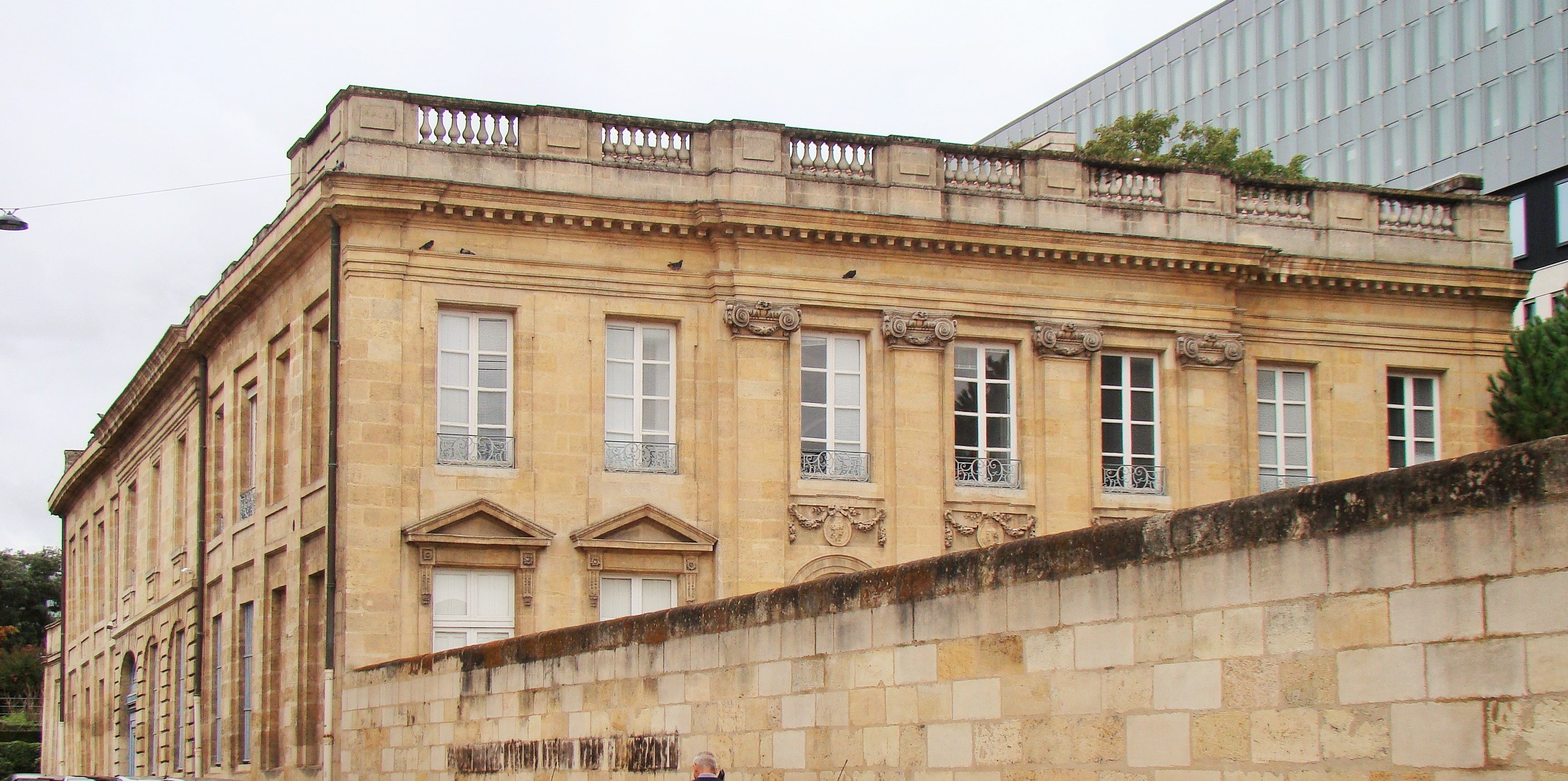
Vue depuis la rue Pierlot.